# Elite Beat Agents
Elite Beat Agents é um jogo musical desenvolvido pela Inis e publicado pela Nintendo para o console Nintendo DS. Foi baseado no jogo Osu! Tatakae! Ouendan, seu antecessor, lançado em 2005 somente no Japão, sendo que os dois jogos possuem uma mecânica de jogo bastante semelhante.
Elite Beat Agents faz parte da franquia Touch! Generations em sua versão norte-americana.
O jogo foi aclamado pela crítica, mesmo que tenha tido um fraco desempenho nas vendas. Vários recursos novos incorporados no jogo, como os replays gravados, foram aplicados no sucessor de Ouendan, Moero! Nekketsu Rhythm Damashii Osu! Tatakae! Ouendan 2. 

## O jogo
Para jogar, é recomendado aumentar o volume a um nível bom ou usar fones de ouvido.
Elite Beat Agents é controlado apenas com a Touch Screen e a Stylus. Pequenas histórias se passam na tela superior enquanto se joga. A música de cada fase o acompanha enquanto se usa a Stylus para tocar em diversos pontos na tela, que seguem em sua maioria o ritmo da música.

### Jogabilidade
A jogabilidade é essencialmente a mesma de seu antecessor Ouendan!, sendo que as músicas são acompanhadas por ações que, se executadas corretamente, garantem pontos ao jogador. Os pontos ganhos por cada ação são influenciados por um multiplicador, que aumenta à medida que o jogador acerta, e adicionados aos pontos totais obtidos durante a execução da música. As ações que podem ser executadas são as seguintes:
- Toque no Hit Marker: A maior parte da ação durante a música é composta por Hit Markers, pequenos círculos numerados acompanhados por um círculo maior, que diminui de tamanho até encostar no círculo numerado, quando neste deve ser dado um toque com a Stylus. A precisão no tempo correto do toque influi no número de pontos ganhos.

- Phrase Marker: De início funciona tal como o Hit Marker, porém após o toque surge uma esfera que deve ser guiada por um caminho. A Stylus deve ser mantida sob a esfera até o término do Phrase Marker. A precisão do movimento da Stylus sob a esfera influi no multiplicador e nos pontos ganhos.

- Spin Marker: É uma roda que pode ser girada usando a Stylus. Ao fundo aparecem luzes que acendem de acordo com o número de voltas dadas; quando todas as luzes se acendem cada volta adicional garante 1000 pontos.

O desempenho pode ser verificado por um medidor na parte superior da Touch Screen, o Elite o'Meter. Esse medidor sobe quando se acerta e desce quando se erra ou perde alguma parte da música. Quando ele chega a zero, a música é encerrada e o jogador perde.
Ao final a performance do jogador é avaliada e uma nota é mostrada, de D (pior nota) até A. Em caso de execução excepcional da música, sem erros, é dada nota S.

## Músicas
As músicas do jogo são versões regravadas, alteradas e adaptadas ao jogo de músicas de vários artistas. Elas são as seguintes:
- Walkie Talkie Man - Steriogram
- Makes No Difference - SUM 41
- Sk8er Boy - Avril Lavigne
- I Was Born To Love You - Queen
- Rock This Town - Stray Cats
- Highway Star - Deep Purple
- Y.M.C.A. - Village People
- September - Earth, Wind and Fire
- Canned Heat - Jamiroquai
- Material Girl - Madonna
- La La - Ashlee Simpson
- You're The Inspiration - Chicago
- Let's Dance - David Bowie
- The Anthem - Good Charlotte
- Without A Fight - Hoobastank
- Jumpin' Jack Flash - Rolling Stones
- Believe - Cher (Bônus)
- ABC - Jackson 5 (Bônus)
- Survivor - Destiny's Child (Bônus)

As músicas Believe, ABC e Survivor são músicas bônus, obtidas apenas quando se atinge determinado grau no rank do jogo.

## Extras
O jogo possui um sistema composto por ranks, onde um determinado número de pontos obtidos durante todas as músicas do jogo é necessário para que se possa passar para o rank seguinte. É esse sistema que controla a obtenção das músicas bônus. Ao atingir o rank máximo, são liberados alguns bônus especiais, como uma foto extra.
Inicialmente pode-se notar que o jogo possui apenas duas dificuldades: o Breezin (Agente Spin, fácil) e o Cruisin (Agente J, médio). Ao completar a última música na dificuldade Cruisin, desbloqueia-se o Sweatin (Agente Chieftain, difícil) e, ao completar a última musica, libera a dificuldade Hard Rock (Elite Beat Divas). As dificuldades são caracterizadas principalmente pelo número de Hit Markers, Phrase Markers e Spin Markers encontrados em uma fase e pela velocidade de queda do Elite o'Meter.
Ao se concluir o Sweatin, desbloqueia-se o último nível, o Hard Rock (Elite Beat Divas, comandadas pela Agente Starr). O Hard Rock possui os mesmos ritmos e ações do Sweatin, porém estão espelhados, em tamanho menor e aparecem muito rápido, sendo necessária certa memorização para algumas músicas. Ao concluir o Hard Rock, desbloqueia-se a visualização dos créditos do jogo a qualquer momento pelo menu de opções, além de poder-se colocar o Comandante Kahn no lugar da Agente Starr.